# Palpita pudicalis
Palpita pudicalis là một loài bướm đêm trong họ Crambidae.